# Tom Whitlock
Thomas Ross „Tom“ Whitlock (* 20. Februar 1954 in Springfield, Missouri; † 18. Februar 2023 in Gallatin, Tennessee) war ein US-amerikanischer Songwriter und Liedtexter.

## Leben
Whitlock studierte ab Anfang der 1970er Jahre Musik an der Drury University. 1981 ging er ohne Abschluss von der Universität ab und zog nach Los Angeles, wo er Giorgio Moroder kennenlernte und von diesem zunächst für Studioarbeiten eingestellt wurde. Als Moroder am Soundtrack zu Top Gun – Sie fürchten weder Tod noch Teufel arbeitete und einen Texter benötigte, schlug die Stunde Whitlocks. Zusammen schrieben sie fünf Titel für den Film, darunter Take My Breath Away für Berlin und Danger Zone für Kenny Loggins. Für Take My Breath Away wurden Moroder und Whitlock mit dem Oscar, dem Golden Globe Award und dem ASCAP Award ausgezeichnet. Beide setzten ihre Zusammenarbeit für den Soundtrack von Over the Top fort. In der Folge arbeitete Whitlock mit verschiedenen Partnern zusammen, darunter Sylvester Levay und Harold Faltermeyer. Whitlocks Lieder wurden unter anderem von Diana Ross, Jessica Simpson, Jennifer Rush, Gianna Nannini, Ray Charles, und Roger Daltrey interpretiert.
Whitlock starb im Februar 2023, zwei Tage vor seinem 69. Geburtstag.

## Auszeichnungen
- 1987: Oscar in der Kategorie Oscar/Bester Song für Take My Breath Away
- 1987: Golden Globe Award in der Kategorie Best Original Song - Motion Picture für Take My Breath Away
- 1987: ASCAP Award in der Kategorie Most Performed Songs from Motion Pictures für Take My Breath Away
- 1988: ASCAP Award in der Kategorie Most Performed Songs from Motion Pictures für Met Me Halfway